# Centrale thermique de Hwange
La centrale thermique de Hwange est une centrale thermique au charbon en Zimbabwe à Hwange. C'est la plus grande centrale du pays. Sa capacité installée est de 920 MW. La Zimbabwe Electricity Supply Authority (ZESA), entreprise publique d'électricité, en est propriétaire et assure son fonctionnement.

## Localisation
La ville de Hwange est à l'ouest du pays.

## Historique
Elle fut construite en deux étapes, et comprend quatre générateurs de 120 MW et deux générateurs de 220 MW chacun. L'entreprise d'ingénierie Merz & McLellan fut employée en tant que consultant pour la conception et la construction de la centrale électrique. La première étape de la construction commença en 1973, mais fut suspendue en 1975 à cause des sanctions économiques qui furent prises contre la Rhodésie. Les générateurs de la première étape furent mis en service entre 1983 en 1986, et ceux construits pendant la deuxième étape suivirent en 1986/87.

## Installations
La centrale utilise une source fiable d'eau au nord, dans la rivière Zambèze. L'eau pour les chaudières et les tours de refroidissements est acheminée par un aqueduc de 44 km de long ; elle est aspirée par des pompes à haute et basse pression vers un réservoir de stockage près de la centrale, et amenée vers la station grâce à la gravité. On peut obtenir 107 000 m3 d'eau par jour par ce système ; la centrale de déminéralisation peut traiter 5 420 m3 par jour.

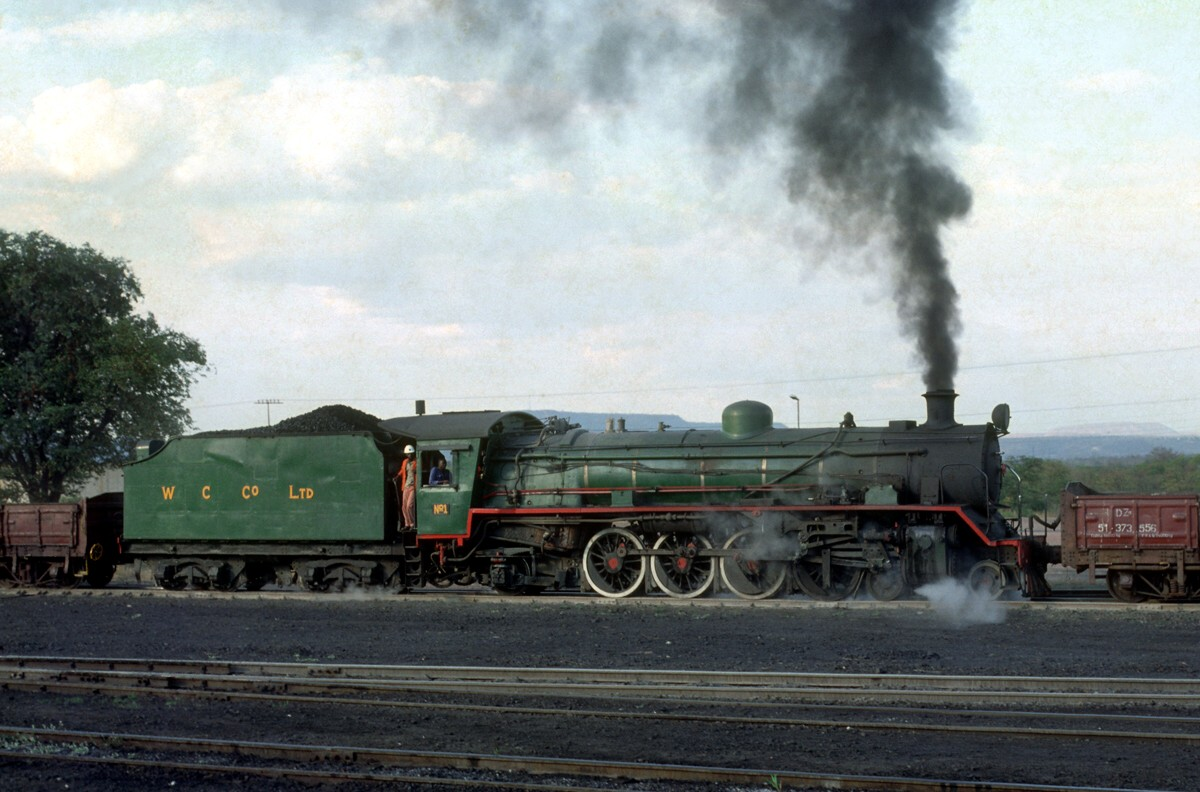
Un train à charbon de la Hwange Colliery.

Un tapis roulant de 3,5 km amène 1 750 tonnes de charbon par heure de la mine voisine à ciel ouvert de Hwange Colliery ; 250 000 tonnes de charbon sont stockées sur le site. La mine de charbon a assez de réserves pour alimenter une puissance de génération de 1 200 MW pendant environ 30 ans.

## Difficultés de production
Des problèmes techniques, dus à un manque d'entretien de la centrale, une nécessité de remplacer ou moderniser certaines pièces ou parties de la centrale font que la centrale s'arrête fréquemment. La capacité de production de la centrale a été réduite à 450 MW du fait de la nécessité de réparations. Le gouvernement a tenté de résoudre les problèmes à l'aide de partenaires :
- En avril 2008, l'entreprise indienne Chadha Power obtient un contrat pour rénover les quatre générateurs de la centrale[2] ;
- En 2009, la compagnie namibienne NamPower passe un accord pour aider la ZESA à restaurer la capacité de la centrale, en rénovant quatre générateurs et en en installant deux de plus, à environ 750 MW, en échange d'un pourcentage de la production de la centrale[3] ;
- En 2010, la capacité de la centrale redescend à 300 MW et même 50 MW, et le gouvernement pense fermer complètement cette centrale[4] ;
- En décembre 2015, la Chine annonce un prêt de 1,2 milliard de dollars au pays afin d'ajouter 600 MW de capacité de production à la centrale de Hwange[5];
- En 2018, il est annoncé que l'Inde avait accordé au Zimbabwe un prêt de 333 millions de dollars pour la rénovation des centrales à charbon, dont 310 millions pour celle de Hwange[6].

La rénovation de la centrale a démarré en mars 2019 ; cependant, des problèmes financiers, liés à l'arrêt de la politique du Zimbabwe d'arrimer ses obligations et comptes électroniques au dollar (en créant une nouvelle monnaie, le dollar RTGS, et en convertissant les fonds en séquestre dans cette nouvelle monnaie) ont créé des tensions en mai 2019 entre la ZESA et le partenaire chinois Sinohydro, laissant planer un doute sur la poursuite du projet.